# The Arch
The Arch (凱旋門) — 65-этажный гонконгский небоскрёб, по состоянию на 2013 год являлся 19-м по высоте зданием города. Расположен в округе Яучиммон (входит в состав комплекса Юнион-сквер). Построен в 2005 году в стиле постмодернизма (фактически состоит из четырёх башен, соединённых между собой — башни Солнца, башни Звезды, башни Луны и башни Неба). Имеет около 1 тыс. квартир, 2 подземных этажа, 425 парковочных мест. Считается элитной недвижимостью. Девелоперами небоскрёба The Arch являются компании Sun Hung Kai Properties и MTR Corporation.
|  |  |  |
|  |  |  |